# 10037 Raypickard
10037 Raypickard eller 1984 BQ är en asteroid i huvudbältet som upptäcktes den 26 januari 1984 av den tjeckiske astronomen Antonín Mrkos vid Kleť-observatoriet i Tjeckien.
Asteroiden har en diameter på ungefär 5 kilometer. Den är uppkallad efter Ray Pickard, en ledande expert på meteoriter. Han äger ett observatorium i New South Wales som också innehåller världens största privata meteoritsamling.